# Squid Game
Squid Game (Koreansk: 오징어 게임; Revideret romanisering: Ojing-eo Geim) er en sydkoreansk drama-, thriller-, action- og overlevelsesserie skabt af filminstruktør og manuskriptforfatter, Hwang Dong-hyuk. Serien havde premiere på streamingtjenesten Netflix den 17. september 2021 og er siden blevet en af de mest streamede serier på tjenesten. Hovedrollerne i serien spilles af henholdsvis Lee Jung-jae (Seong Gi-hun), Park Hae-soo (Cho Sang-woo), Jung Ho-yeon (Kang Sae-byeok), O Yeong-su (Oh Il-nam), Heo Sung-tae (Jang Deok-su), Anupam Tripathi (Abdul Ali), Kim Joo-ryoung (Han Mi-nyeo) og Wi Ha-joon (Hwang Jun-ho).

## Handling
Serien handler om 456 sydkoreanere, som alle har stor gæld. De takker ja til en mystisk invitation om at konkurrere i børnelege. Præmien er en pengepræmie på op til 45,6 milliarder sydkoreanske won, men indsatsen er dødelig, for deltagerne skal konkurrere i en række børnelege, hvor de bliver dræbt, hvis ikke de gennemfører legen. Konkurrencerne bliver holdt på en hemmelig ø, som er overvåget af stedets vagter, der alle er iklædt lyserøde dragter og en sort maske med en figur på, f.eks. en trekant. Figuren afgør deres status i vagternes system, f.eks. har vagter med en firkant højere rang end vagter med en trekant og en cirkel.